# الغول (فلم)
الغول هو فيلم مصري عرض عام 1983، بطولة فريد شوقي وعادل إمام ونيللي، ومن إخراج سمير سيف، الفيلم مأخوذ عن المسلسل الإذاعي «قانون سكسونيا». وهو من أفلام عيد الأضحى 1403 هـ.

## قصة الفيلم
عادل (عادل إمام) صحفي بإحدى الصحف الكبرى، مطلق. ذات مساء وفي إحدى الحانات التي يتردد عليها يرى نشأت الكاشف (حاتم ذو الفقار) ابن رجل الأعمال المعروف فهمي الكاشف (فريد شوقي) وهو يقتل عامل البار مرسي ويصيب الراقصة فادية بعد أن رفضت المبيت بشقته، ويقرر عادل إبلاغ الشرطة لكن فهمي الكاشف يتمكن بنفوذه من إبعاد التهمة عن ابنه، إلا أن عادل ينجح في الوصول إلى فادية الشاهدة الوحيدة والتي بالفعل تدلي بأقوالها، ويُقدم نشأت للمحاكمة، في حين يقع عادل في غرام مذيعة التليفزيون مشيرة (نيللي)، وتمر الأيام ويحين صدور حكم المحكمة ويصاب عادل بصدمة بسبب ما حدث.

## طاقم التمثيل
- فريد شوقي: (فهمي الكاشف)
- عادل إمام: (عادل عيسى)
- نيللي: (مشيرة درويش)
- صلاح السعدني: (حسين أبو ضيف - وكيل النيابة)
- حاتم ذو الفقار: (نشأت الكاشف)
- شريفة زيتون: (فادية وهدان)
- أسامة عباس: (يوسف مهران)
- عبد السلام محمد: (مرسي السويفي)
- نادية عزت: (فاطمة - زوجة مرسي)
- بدر نوفل: (يونس عوض الله - المحامي)
- سمير وحيد: (كمال - طبيب بيطري)
- نوال فهمي: (حياة - زوجة فهمي الكاشف)
- محمود الزهيري: (حلمي - رئيس التحرير)
- سعيد طرابيك: (يسري - بارمان)
- فؤاد خليل: (عاطف - صحفي)
- يوسف فوزي: (مدير الكافيتريا)
- محمد أبو حشيش: (مدير المزرعة)
- نصر سيف: (خليل - حارس المزرعة)
- رشوان مصطفى: (بركات عبد الله - المحامي)
- آن: (الطفلة سحر عادل)
- ثريا عز الدين: (سكرتيرة فهمي الكاشف)
- حسين الشريف: (أمين الشرطة)
- لويس يوسف: (فراش الكافيتريا)
- حسين عرعر: (السايس)
- صالح الإسكندراني: (جارسون)
- فايزة عبد الجواد: (زنوبة)
- عمران بحر: (بواب المزرعة)
- مصطفى كمال: (طلعت لبيب المحامي)
- صادق أمين: (قاضي)
- هالة أنور: (ابنة القتيل)
- أحمد العضل: (دسوقي - سائق المزرعة)

## فريق العمل
- إخراج: سمير سيف
- تأليف: وحيد حامد
- مدير التصوير: سمير فرج
- مونتاج: سلوى بكير
- موسيقى تصويرية: هاني شنودة
- إنتاج: أفلام مصر العربية (واصف فايز)
- توزيع داخلي: أفلام مصر العربية
- توزيع خارجي: الشركة اللبنانية للتجارة والاستثمار السينمائي (صبّاح إخوان)

## روابط خارجية
- مقالات تستعمل روابط فنية بلا صلة مع ويكي بيانات